# エルマー・ハロルド・ゾーグ
エルマー・ハロルド・ゾーグ（Elmer Harold Zaugg、1881年12月14日 - 1971年2月6日）は、アメリカ合衆国出身の宣教師。日本で東北学院第3代理事長を務めた。

## 生涯
オハイオ州生まれ。シカゴ大学神学部で博士号を取得後来日し、東北学院でギリシア語などの新約聖書関係の科目を教えた。神学部長、高等学部長、さらにD.B.シュネーダーの後任の理事長（1936年6月 - 1940年10月）などの要職を歴任した。在任中に東北学院校歌（Fair Gakuin）を作詞作曲した。
しかし、1941年12月8日の太平洋戦争開戦によって「敵国人」として身柄を拘束され、他の宣教師たちとともに仙台市内のカトリック教会司教館に収容された。そして、翌年6月に日米交換船によってアメリカへ強制送還された。戦後も日本に復帰したいとの願いはかなわず、引退先のカリフォルニア州オレンジ郡でこの世を去った。